# Colt 9mm SMG
Die Colt 9mm SMG ist eine Maschinenpistole von Colt Defense auf Basis des Sturmgewehrs M16. Im Gegensatz zum M16 arbeitet die Colt-Maschinenpistole nicht mit dem typischen AR-15-System mit direkter Gaswirkung (Gasdrucklader), sondern als konventioneller aufschießender Rückstoßlader. In den USA wird sie unter anderem von der DEA benutzt.

## Versionen
- Colt Modell 634: Halbautomatische Version für Sicherheitskräfte und den amerikanischen Zivilmarkt.
- Colt Modell 635: Vollautomatische Version, wie oben beschrieben.
- Colt Modell 639: Wie Modell 635, aber mit Dreischuss-Begrenzer statt Dauerfeuer.
- Colt Modell 633: Version mit 178 mm langem Lauf und Feder als Stoßdämpfer für die Verschlussmasse.
- Colt Modell 633HB (heavy barrel): Version mit 178 mm langem Lauf und hydraulischem Stoßdämpfer für die Verschlussmasse.